# Grå bägarlav
Grå bägarlav (Cladonia glauca) är en lavart som beskrevs av Flörke. Grå bägarlav ingår i släktet Cladonia och familjen Cladoniaceae.  Arten är reproducerande i Sverige. Inga underarter finns listade i Catalogue of Life.